# 미셸 랑캥
미셸 랑캥(프랑스어: Michel Renquin, 1955년 11월 3일, 뤽상부르 주 바스토뉴 ~)은 전 축구 선수이자 감독이다. 그는 벨기에 국가대표팀 경기에 55번 출전했다.
그는 주로 스위스에서 지도자로 활동했다.

## 선수 경력
미셸 랑캥은 뤽상부르 주 바스토뉴 출신 축구 선수였다. 그는 인근 위브랭의 유소년 구단에서 축구를 시작했다. 1군 신고식을 치른 곳은 스탕다르 리에주로 1974년에 1부 리그 첫 경기를 치렀다. 랑캥은 1981년까지 7년 동안 스탕다르 리에주에서 활동했다..
1981년 3월 18일, 쾰른과의 UEFA컵 경기에서 심판 판정에 이의를 제기하다 퇴장 당한 후, 나치 경례를 하여 물의를 빚었다. 이로 인해 그는 유럽대항전 6경기 출장 정지 징계를 받았다.
1981-82 시즌, 그는 안데를레흐트로 이적했지만, 이 곳에서 19번의 경기 출전에 그쳤다.
이후, 그는 스위스 무대로 둥지를 옮겨 주네브의 세르베트로 이적해 3년 동안 나치오날리가 A와 스위스컵을 우승했다.
1985년부터, 그는 친정 스탕다르 리에주로 복귀해 3년을 활약한 후, 시옹에서 1989년에 은퇴했다.
랑캥은 현역 시절 벨기에 국가대표팀에서 55번의 경기를 출전하기도 했다.

## 수상

### 클럽
스탕다르 리에주
- 벨기에 컵: 1980–81
- 벨기에 슈퍼컵: 1975

세르베트
- 스위스컵: 1983–84
- 나치오날리가 A: 1984-85

### 국가대표팀
벨기에
- 유럽 선수권 대회 준우승: 유로 1980[7]
- 월드컵 4위: 1986[8]
- 벨기에 스포츠 공로상: 1980[9]